# Рокингхем (округ, Северная Каролина)
Округ Рокингхем (англ. Rockingham County) располагается в США, штате Северная Каролина. По состоянию на 2010 год, численность населения составляла 93 643 человек. Получил своё название по имени британского политического деятеля маркиза Чарльза Рокингемского.

## География
По данным Бюро переписи США, общая площадь округа равняется 1480 км², из которых 1470 км² суша и 16 км² или 1,03% это водоемы.

### Соседние округа
- Питтсильвания (Виргиния) — северо-восток
- Казуэлл (Северная Каролина) — восток
- Аламанс (Северная Каролина) — югo-восток
- Гилфорд (Северная Каролина) — юг
- Форсайт (Северная Каролина) — юго-запад
- Стокс (Северная Каролина) — запад
- Генри (Виргиния) — северо-запад

## Демография
По данным переписи населения 2000 года в округе проживает 91 928 жителей в составе 36 989 домашних хозяйств и 26 188 семей. Плотность населения составляет 63 человек на км². На территории округа насчитывается 40 208 жилых строений, при плотности застройки 27 строений на км². Расовый состав населения: белые — 77,33 %, афроамериканцы — 19,57 %, коренные американцы (индейцы) — 0,27 %, азиаты — 0,28 %, гавайцы — 0,04 %, представители других рас — 1,69 %, представители двух или более рас — 0,83 %. Испаноязычные составляли 3,07 % населения.
В составе 30,10 % из общего числа домашних хозяйств проживают дети в возрасте до 18 лет, 53,60 % домашних хозяйств представляют собой супружеские пары проживающие вместе, 12,80 % домашних хозяйств представляют собой одиноких женщин без супруга, 29,20 % домашних хозяйств не имеют отношения к семьям, 25,70 % домашних хозяйств состоят из одного человека, 10,80 % домашних хозяйств состоят из престарелых (65 лет и старше), проживающих в одиночестве. Средний размер домашнего хозяйства составляет 2,45 человека, и средний размер семьи 2,93 человека.
Возрастной состав округа: 23,40 % моложе 18 лет, 7,60 % от 18 до 24, 29,40 % от 25 до 44, 24,80 % от 45 до 64 и 14,80 % от 65 и старше. Средний возраст жителя округа 37 лет. На каждые 100 женщин приходится 93,30 мужчин. На каждые 100 женщин старше 18 лет приходится 89,80 мужчин.
Средний доход на домохозяйство в округе составлял 33 784 USD, на семью — 40 821 USD. Среднестатистический заработок мужчины был 30 479 USD против 22 437 USD для женщины. Доход на душу населения был 17 120 USD. Около 10,20% семей и 12,80% общего населения находились ниже черты бедности, в том числе — 16,30% молодежи (тех кому ещё не исполнилось 18 лет) и 15,50% тех кому было уже больше 65 лет.